# Ingvar Ambjørnsen
Ingvar Even Ambjørnsen-Haefs (n. 20 mai 1956, Larvik⁠(d), Vestfold, Norvegia – d. 19 iulie 2025) a fost un scriitor norvegian, cunoscut pentru tetralogia "Elling", compusă din: Utsikt til paradiset (1993), Fugledansen (1995), Brødre i blodet (1996), și Elsk meg i morgen (1999).

## Recunoaștere
În anii 1980, mai exact, în 1987,  a primit Premiul pentru literatură al Colecției Lingvistice, care este, de fapt, Premiul Asociației Librarilor Norvegieni.